# Bogdan Kowalczyk
Bogdan Kowalczyk, poljski rokometaš, * 12. avgust 1946, Varšava.
Leta 1972 je na poletnih olimpijskih igrah v Münchnu v sestavi poljske rokometne reprezentance osvojil deseto mesto.
Pozneje je bil selektor islandske reprezentance.